# Hosta longipes
Hosta longipes är en sparrisväxtart som först beskrevs av Adrien René Franchet och Paul Amédée Ludovic Savatier, och fick sitt nu gällande namn av Jinzô Matsumura. Hosta longipes ingår i släktet funkior, och familjen sparrisväxter. Inga underarter finns listade i Catalogue of Life.

## Bildgalleri

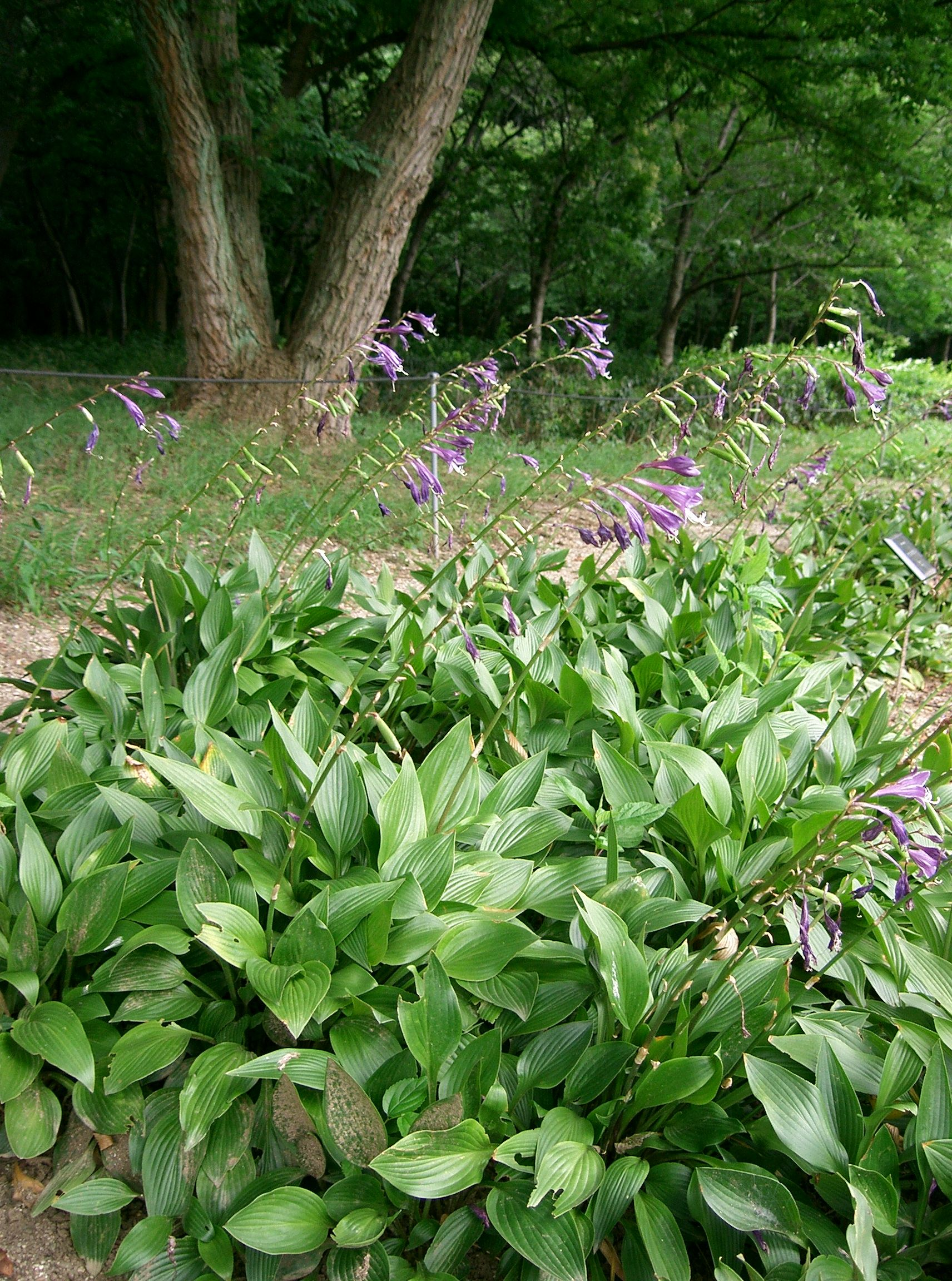
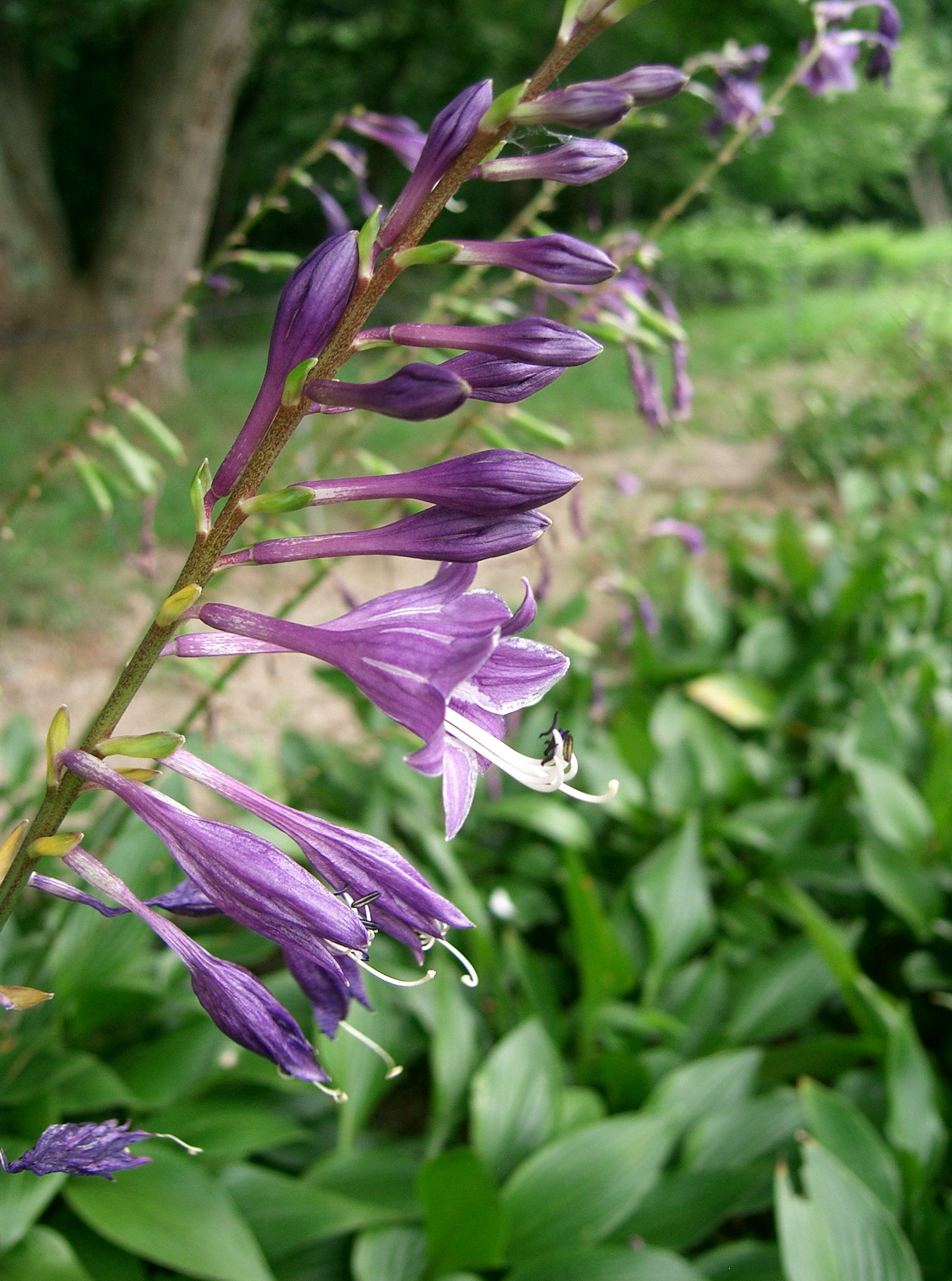